# Brandstätt (Eurasburg)
Brandstätt ist ein Gemeindeteil von Eurasburg im oberbayerischen Landkreis Bad Tölz-Wolfratshausen. Die Einöde liegt circa vier Kilometer südlich von Eurasburg. Brandstätt ist über die  Staatsstraße 2370 zu erreichen.

## Baudenkmäler
Siehe auch: Liste der Baudenkmäler in Brandstätt
- Wegkapelle, erbaut 1811